# Agata (patata)
L'Agata è una varietà di patata.
È stata prodotta da Svalöf Weibull nel 1976 in Olanda.

La "cultivar" Agata  è  una varietà  precoce  utilizzata nell'alto Viterbese perché è particolarmente idonea per la produzione della patata novella
In Campania è utilizzata per i cicli di coltivazione normali 
Viene coltivata su terreni argillosi a medio impasto.

## Caratteristiche del tubero
I tuberi sono con buccia liscia  e polpa  di colore giallo chiaro.

## Utilizzi
La patata Agata, ricca di amido, è particolarmente indicata per purea, gnocchi e dolci.